# Arcadia Machine & Tool
Arcadia Machine & Tool, comunemente abbreviata in AMT, era un'azienda produttrice di armi da fuoco di Irwindale, in California. L'azienda produsse diverse armi, principalmente cloni di armi da fuoco esistenti, ma realizzate in acciaio inossidabile piuttosto che in acciaio standard utilizzato per la maggior parte delle armi da fuoco dell'epoca.
L'AMT è stata descritta dall'ATF come una delle "compagnie Ring of Fire" (cerchio di fuoco) che erano note per la produzione su larga scala delle cosiddette "Saturday Night Special", ovvero armi a basso costo e solitamente utilizzate per commettere crimini. Da notare che le pistole prodotte da AMT erano di qualità nettamente superiore rispetto alle classiche pistole SNS, che di solito erano di leghe ferrose di scarsa qualità.
La società dichiarò bancarotta dopo che i prodotti furono colpiti da problemi di qualità ed affidabilità, ed il marchio venne venduto alla Irwindale Arms Incorporated (IAI).
Nel 1998, Galena Industries di Sturgis, Dakota del Sud, acquisì la società. Da quel momento cominciò a vendere armi da fuoco nello stile dell'originaria AMT fino al 2001, quando venne venduta a Crusader Gun Company (poi High Standard Manufacturing Company) di Houston, in Texas.

## Armi prodotte
Pistole:
- Auto Mag
- AMT Baby AutoMag
- AMT AutoMag II
- AMT AutoMag III
- AMT AutoMag IV
- AMT AutoMag V
- AMT AutoMag 440
- AMT Backup
- AMT Hardballer
- AMT On Duty
- AMT Lightning pistol
- AMT Skipper

Fucili:
- AMT Lightning 25/22
- AMT Magnum Hunter